# Salon (společnost)

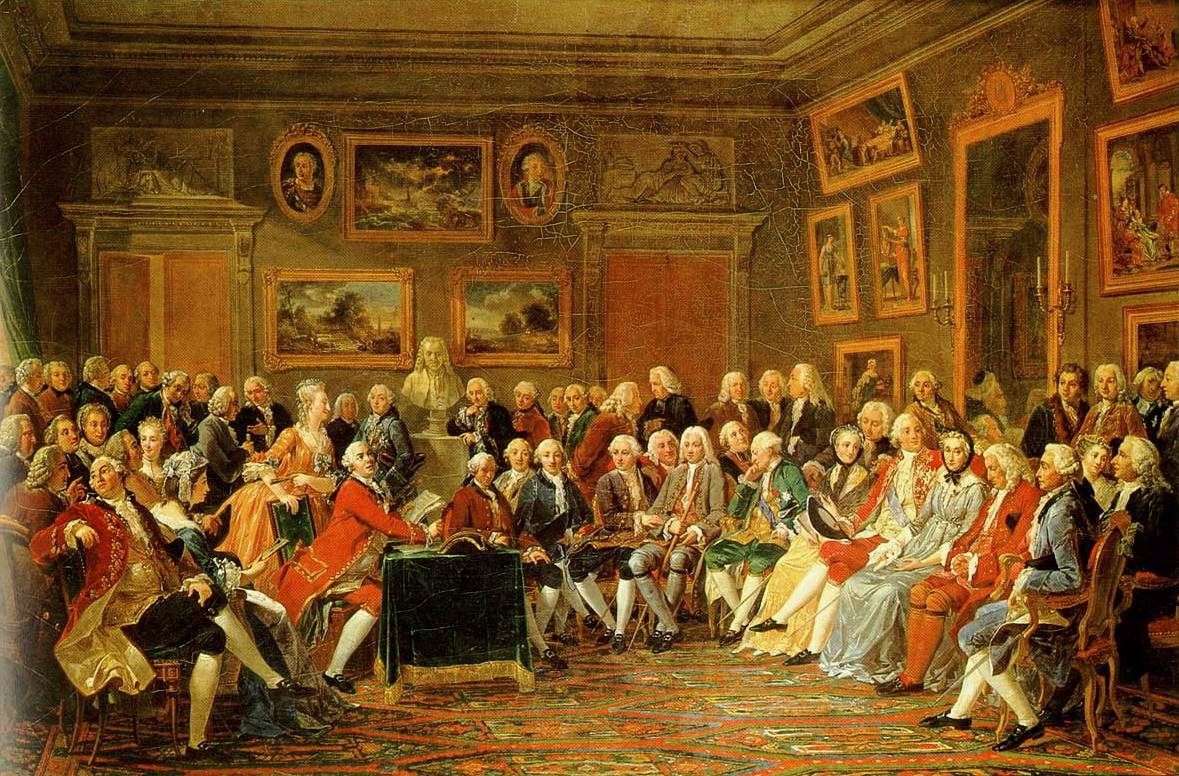
Anicet Charles Gabriel Lemonnier: Předčítání v salonu Mme Geoffrinové (1755)

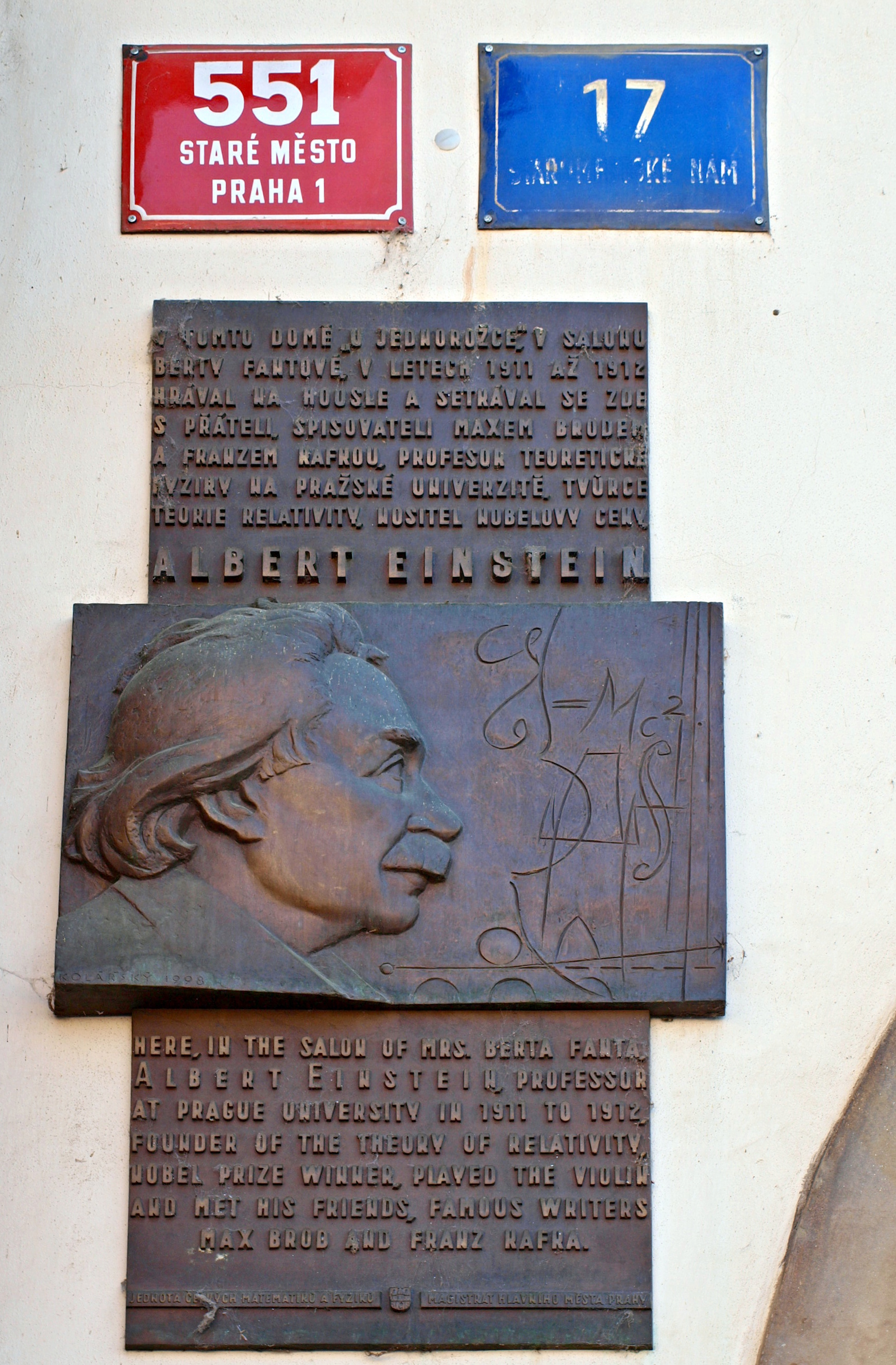
Dům U bílého jednorožce - pamětní deska Alberta Einsteina a salonu Berty Fantové

Salon, přeneseně z označení reprezentační místnosti, je debatní, intelektuální nebo umělecká (literární, hudební či výtvarná) společnost, která se pravidelně schází v určitém domě či místnosti.

## Termín
Pojem se objevil v 19. století a dnes se používá zejména pro evropské společnosti od 16. do raného 20. století, které na rozdíl od bratrstev či spolků neměly pevnou organizaci ani periodicitu, jejich termíny konání, místo, obsazení a program určoval hostitel či hostitelka. T. G. Masaryk definoval salon jako určitou formu sociability, shromáždění několika diskutujících osob v určitém bytě a v určitý čas. Diskuse podle něj může přerůst v polemiku, ale důležitým atributem jsou slušnost a vtip.

## Historie
Největšímu rozkvětu se salony těšily ve Francii 17. a 18. století, kdy byly centrem osvícenského myšlení, politiky a společenského života. Jejich zázemí poskytovali aristokraté na svých zámcích a v palácech. Hostitelkami salonů byly často vysoce postavené dámy, „salonnières“, například Madame de Rambouillet, Ninon de Lenclos a Mademoiselle de Scudéry v 17. století, Louise d'Épinay a Claudine Guérin de Tencin v 18. století či Juliette Récamierová ve století 19. Charakteristiku francouzských salónů podal např. Honoré de Balzac, typologii salonů vypracovali bratři Goncourtové. Salóny v českých zemích vznikaly od konce 18. století především v Praze (Šternberkové, Clam-Gallasové, Nosticové) a v 19. století v měšťanských kruzích (Frič, Palacký, Staněk). Salony existovaly i v řadě dalších zemí, dokonce i v arabském světě.
Tematické zaměření salónů mohlo být velmi specifické, například výhradně politické, zábavní, profesní nebo naopak upadalo do pouhé konvence přijímání hostů s pohoštěním (kávová společnost, hostina). K oblíbeným salónním hostům patřily extravagantní osoby.

### Významné salony
Mezi významné salony v českých zemích patřily např. tzv. Pernštejnský salon na počátku 17. století, kdy se v Pernštejnském (dnešním Lobkovickém) paláci na Pražském hradě setkávala tehdejší česko-španělská katolická politická a kulturní elita, např.  
Salon Berty Fantové v domě U Kamenného beránka na Staroměstském náměstí hostil významné osobnosti společenského a kulturního života počátku 20. století. Scházely se zde významné osobnosti tehdejší Prahy, např. Franz Kafka, Max Brod, Franz Werfel, Samuel Hugo Bergmann. Mezi hosty patřili např. také antroposof Rudolf Steiner, filosof Christian von Ehrenfels nebo fyzik Albert Einstein, jenž zde v letech 1911–1912 hrával na housle duety s klavíristkou Otýlií Nagelovou.